# Інцидент з Джордже Мартиновичем
Джордже Мартинович (серб. лат.: Đorđe Martinović, Djordje Martinovic; серб. кир.: Ђорђе Мартиновић ; 1929 — 6 вересня 2000) — сербський фермер з Косова, котрий у травні 1985 року опинився в центрі сумнозвісного інциденту, коли його лікували від травм, спричинених скляною пляшкою вставленою в анус. «Справа Мартиновича», як її пізніше почали називати, стала однією з найгучніших у югославській політиці. Хоча факти інциденту викликають суперечки протягом багатьох років після цього, він зіграв певну роль у загостренні міжетнічної напруги між сербським та албанським населенням Косова.

## Інцидент
1 травня 1985 року Джордже Мартинович, 56-річний мешканець косовського міста Г'їлана, прибув до місцевої лікарні з розбитою пляшкою, що застрягла в прямій кишці. Він стверджував, що на нього напали двоє албанських чоловіків, коли він працював у себе на полі. Як повідомляється, після допиту полковником Югославської народної армії, Мартинович визнав, що травми були самоушкодженням унаслідок невдалої спроби мастурбації. Державні слідчі повідомили, що «прокурор зробив письмовий висновок, з якого можна зробити висновок, що поранений здійснив акт „самозадоволення“ на своєму полі, насадивши порожню скляну пляшку з-під газованої води на дерев'яну палицю та застромив її в землю. Після цього він сів „на пляшку та став насолоджуватися“». Згодом лідери громади в Г'їлана висунули заяву, в якій описали його травми як «випадкові наслідки самоспричиненої [сексуальної] практики».
Чоловіка перевели до Белграда для подальшого обстеження у престижній Військово-медичній академії, але медична бригада повідомила, що його травми не схожі на самоушкодження. Бригада, до складу якої входили два лікарі з Белграда та по одному з Любляни, Загреба та Скоп'є (таким представляючи чотири з шести республік Югославії), дійшла висновку, що поранення були спричинені «сильним, жорстоким та раптовим введенням чи застряганням 500 мілілітрової пляшки, чи радше, її ширшого кінця, у пряму кишку», а також що Мартинович, ймовірно, був фізично нездатним це зробити. Бригада стверджувала, що введення «могло бути здійснене принаймні двома або більше особами».
Через місяць комісія під керівництвом словенського судово-медичного лікаря Янеза Мілчинського після дослідження інциденту надала другу думку. Команда Мільчинського дійшла висновку, що пляшка могла застрягнути Мартиновичові будучи насадженою на палиці, яку він встромив у землю, але послизнувся під час мастурбації та розбив пляшку в прямій кишці під дією ваги власного тіла. Як повідомляється, югославська таємна поліція та військова розвідка на цій підставі зробили висновок, що травми Мартиновича, найімовірніше, були самоушкодженням.
Зрештою, федеральна влада Югославії та Сербії не продовжувала розслідування цієї справи, навіть після коли, Сербія скасувала самоуправління Косова у 1989 році, і не було зроблено жодних серйозних спроб для знаходження ймовірних нападників на Мартиновича.

## Реакції
Цю справу зустрів наплив націоналістичних та антиалбанських заяв у сербській пресі. Це саме по собі було значною подією, що дала поштовх іншим. Югославський уряд протягом багатьох років робив відкритий націоналізм табуйованою темою, а югославські ЗМІ раніше систематично применшували значення етнонаціоналізму. Крах цього табу через висвітлення справи Мартиновича сповістив про зростання націоналізму, який призвів до розпаду країни в 1991 році.
Сербська газета «Політика» стверджувала, що особи, які за словами Мартиновича напали на нього, були членами місцевої албанської родини, що хотіла придбати землю, котру Мартинович відмовлявся продати. Це твердження отримало значний резонанс у сербській політиці: постійний вихід сербів з Косова розглядався як результат навмисного переслідування сербів албанцями, які прагнули вигнати їх із власної ж землі та захопити їхнє майно.

Було проведено багато аналогій з турками-османами, які правили Сербією до 1833 року (а Косовом до 1912 року). Цей інцидент широко порівнювали з тим як османами саджали на палю як засіб катування і страти. Також теми гноблення сербського народу були притаманні поезії, що стосувалася; як ось вірш Мілана Комненіча:
У распеће је прерасла боца,

скршена у утроби страдаоца,

јер свој мрак у тој боци

запечатиће истребиоци.

Уместо дирека или коца

на стратишту стоји боца.

И док Србију распињу боце,

убиоци крију убиоце.

Розп'яття Джордже Мартиновича

Дехто порівнював цей інцидент з іншими історичними епізодами переслідування сербів та християн, підносячи Мартиновича до «архетипу сербських страждань та албанського (мусульманського, османського…) зла». Письменник Браніслав Црнчевич заявив, що досвід Мартиновича — «Ясеновац для однієї людини» (маючи на увазі концентраційний табір Ясеновац, де сотні тисяч сербів були вбиті під час Другої світової війни). Художник Міча Попович створив величезну картину за мотивами картини Жузепе де Рібери «Мучеництво святого Філіпа», на якій албанці в тюбетейках-такіях підіймають оголеного Мартиновича на дерев'яний хрест. Також нижче розміщена скляна пляшка.
У петиції, підписаній сербськими інтелектуалами, відстоювалася позиція про те, що «так справа Джордже Мартиновича стала справою всієї сербської нації в Косово». Три роки по тому група сербських жінок улаштувала марш до сербського парламенту, аби пролобіювати скасування автономії Косова, заявивши, що «ми більше не можемо стояти осторонь, допоки… наших братів саджають на точений кіл».